# علی بن عمران
علی عمرانی، ابن محمد عمرانی یا علی بن عمران مکنی به ابوالحسن از نظامیان اوایل قرن پنجم هجری بوده‌است. وی از خاندان عمرانی بود و از حامیان منوچهر زیاری و انوشیروان زیاری بود.

## شورش نخست
در سال ۴۱۸ هجری علی بن عمران علیه علاءالدوله و سپس مجدالدوله نبردهایی ترتیب داد. در این جنگ‌ها منوچهر زیاری از علی بن عمران حمایت نموده و دو بار لشکریانش را به کمک او روانه کرده. علی عمرانی در این نبردها محتمل شکست شد.

## شورش دوم
هنگامی که سلطان مسعود برای تصرف خراسان از اصفهان و ری به خراسان و غزنین رفت و علاءالدوله بار دیگر متصرفات خود را پس گرفت، مسعود لشکری از خراسان بدین نواحی فرستاد و لشکر دیگری نیز با این سپاه یار شد که علی بن عمران در آن بود. این هر دو لشکر ری را از علاءالدوله باز پس گرفتند. علاءالدوله درگیرودار معرکه زخم برداشت و گریخت. در سال ۴۲۳ هجری، علی بن عمران و تاش فراش برای دنبال کردن علاءالدوله به همدان رفتند، علاءالدوله به سمت اصفهان رفت و علی بن عمران نیز به تعقیب وی شتافت؛ ولی علاءالدوله فرصت یافت و بار دیگر به همدان برگشت. علی بن عمران هم به همدان رفت ولی در راه از علاءالدوله شکست خورد و فرار کرد و پیش تاش آمد و با هم بار دیگر علاءالدوله را فراری ساختند.

## مدح
منوچهری دامغانی در دیوان خود علی عمرانی را ستایش نموده. آن گونه که در چاپ دبیرسیاقی دورهٔ ۲ صفحات ۱۱۶ و ۳۲۹ آمده، مدح او اینگونه است:
| شنیدم که موسی عمران ز اول |  | به پیغمبری اوفتاد از شبانی |
| بعمدا علی بن عمران به آخر |  | رسد زین ریاست به صاحبقرانی |